# Paul Schulz (rzeźbiarz)

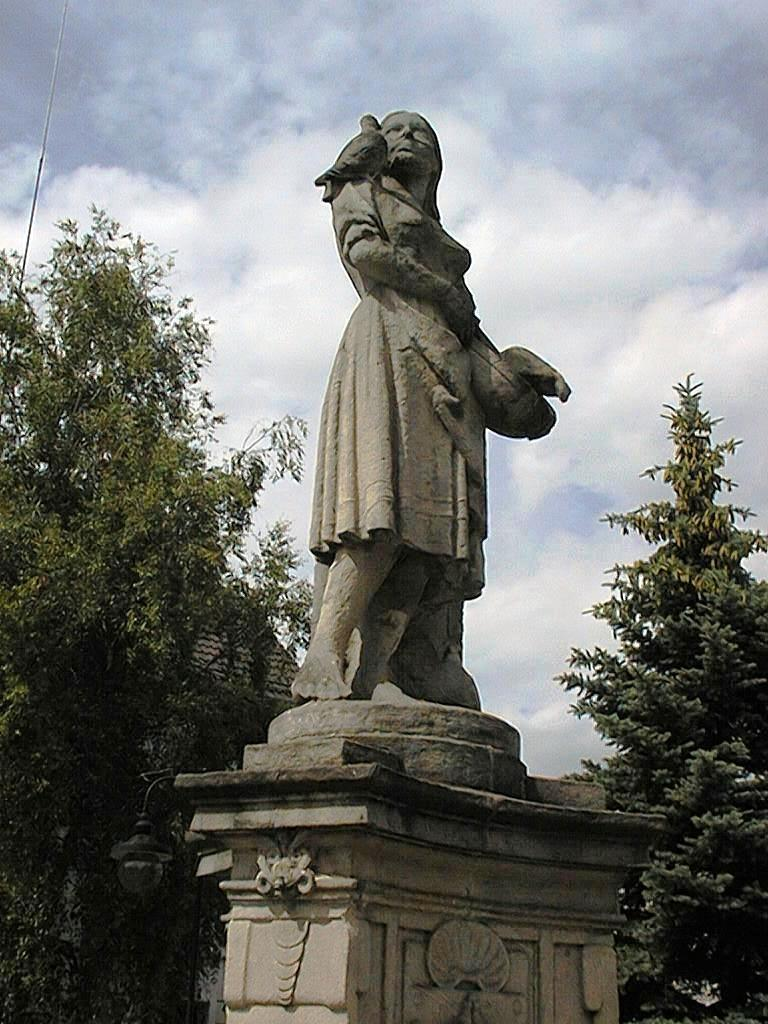
Rzeźba Paula Schulza "Gołębiarka" (1914) we Wleniu

Paul Schulz (ur. 13 stycznia 1875 w Czerninie, zm. 13 sierpnia 1945 we Wrocławiu) – niemiecki rzeźbiarz.
Był synem kamieniarza w Czerninie i od ojca uzyskał pierwsze nauki z zakresu obróbki kamienia i rzeźby. W 1896 przyjechał do Wrocławia i podjął naukę rzeźby u Christiana Behrensa, terminując u niego do 1901. W 1904 wyjechał po dalszą naukę do Francji, gdzie przez krótki czas uczęszczał do paryskiej Académie Julian, spotkał się z Auguste’em Rodinem, a w trakcie pobytu w Brukseli z Constantinem Meunierem, ponadto przebywał w Londynie i w miastach włoskich. W 1905 r. powrócił na stałe do Wrocławia i rozpoczął tu pracę zawodową, mając pracownię przy ul. Dworcowej. Spod jego dłuta wyszło ok. 500 popiersi znanych wrocławian. Tworzył także liczne nagrobki i pomniki, w tym po I wojnie światowej upamiętniające poległych w niej żołnierzy niemieckich, np. we Lwówku Śląskim (1922). Był autorem m.in. pomnika Lutra w Dzierżoniowie (1911). Preferował rzeźbę realistyczną, w stylu akademickim. Został jednym ze współzałożycieli Künstlerbund Schlesien (Związku Artystów Śląska). Tuż przed rozpoczęciem oblężenia Wrocławia w 1945 uciekł do Kłodzka, skąd wrócił do domu po kapitulacji hitlerowskich Niemiec. Tu zachorował na dur plamisty i zmarł. 
Uczennicą Schulza była rzeźbiarka Dorothea von Philipsborn.  

## Nagrody
- 1907 - złoty medal wystawy w Berlinie[9]

## Zachowane dzieła
Dziewięć rzeźb autorstwa P. Schultza wchodzi w skład kolekcji Muzeum Narodowego we Wrocławiu, brązowa rzeźba Tanatos jest w zbiorach Zamku Książ. Z innych dzieł artysty zachowała się fontanna Gołębiarki (1914)  we Wleniu, a na ścianie wrocławskiego kościoła św. Marii Magdaleny płaskorzeźba upamiętniająca czterechsetną rocznicę Reformacji i osobę pastora Johanna Hessa.  